# Olivetti Lettera 32
Olivetti Lettera 32は、オリベッティが販売したポータブルタイプライター。1963年にマルチェロ・ニゾーリによってOlivetti Lettera 22の後継機としてデザインされ、ジャーナリストや学生の間で人気がのモデルであった。 
大きさは約34x35x10 cm（ キャリッジリターンレバーの高さが約1〜2cm）で、重量が5.9 kgあるため、携帯性に優れているとは言い難いが、当時のポータブルタイプライターとしては一般的な重さであった。   

## キーボード

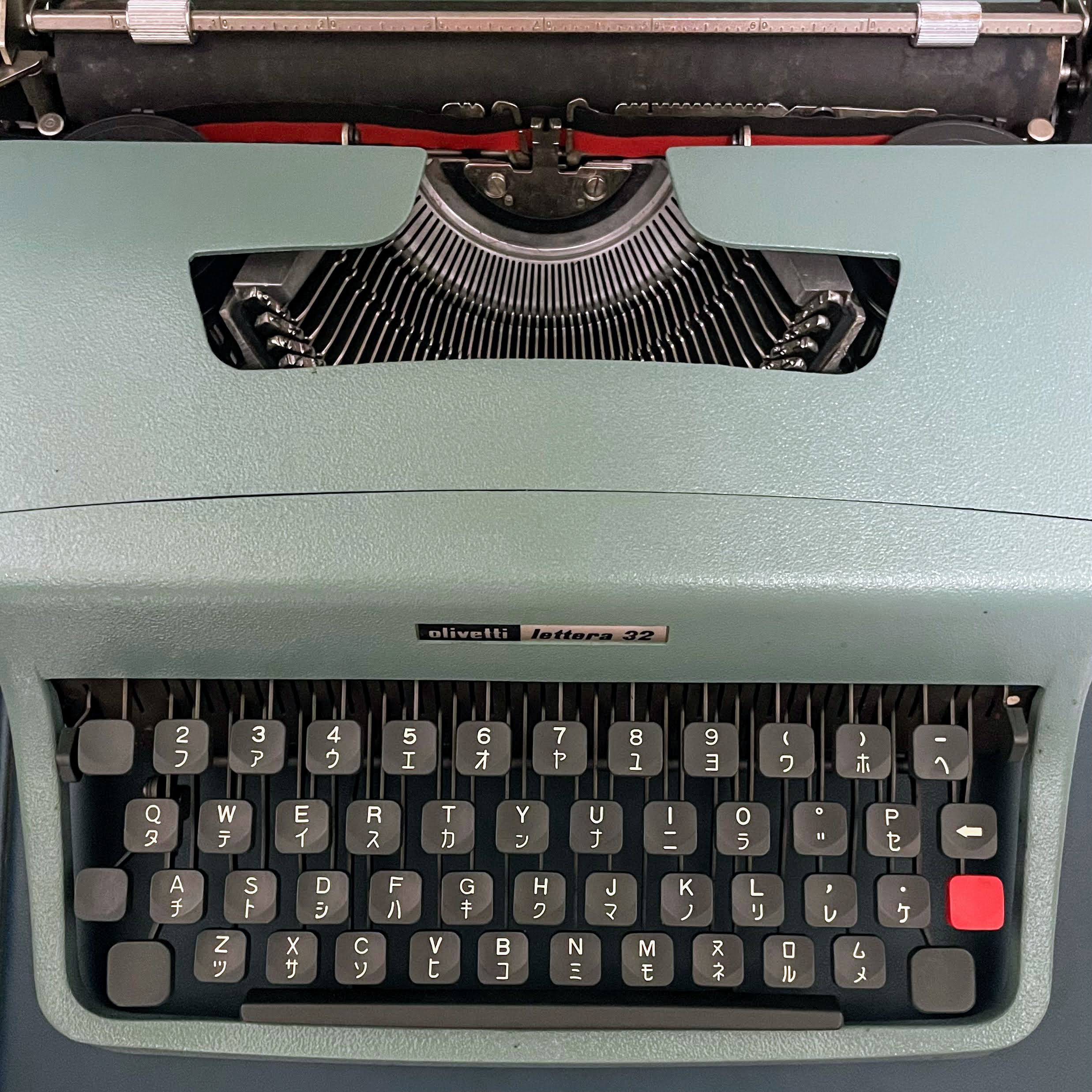
日本語カナ配列キーボードを備えたLettera 32

Lettera 32は世界各国で販売されたため、キーボード配列にQWERTY 、AZERTYを始めとする様々なバリエーションが存在する。日本語圏向けの配列としては、カナ配列のものがある。 
また、当時の手動式タイプライターでは一部の数字キーをアルファベットで代用することが一般的であったが、Lettera 32においても数字の"1"のキーは存在せず、アルファベットの"l"の小文字で代用する。 